# Pavlos Pavlidis
Pavlos Pavlidis (n. secolul al XIX-lea – d. 1968) a fost un trăgător de tir ce a reprezentat Grecia, medaliat olimpic. A participat la o ediție a Jocurilor Olimpice (1896) în care a câștigat o medalie de argint.

## Participări
Lista de mai jos prezintă principalele competiții la care a participat Pavlos Pavlidis de-a lungul carierei.
- Tir la Jocurile Olimpice de vară din 1896 - pușcă militară 200m (masculin)